# Energia di Planck
L'energia di Planck è un'unità di misura che prende il nome dal fisico Max Planck. È solitamente indicata con {\displaystyle E_{P}}.
In relatività generale si definisce come massa di Planck il valore per cui il raggio di Schwarzschild di un buco nero è pari al raggio di Compton. L'energia posseduta da questa massa a riposo è definita come energia di Planck.
{\displaystyle E_{P}={\sqrt {\frac {\hbar c^{5}}{G}}}\approx 1,956\times 10^{9}\;\mathrm {J} \approx 1,22\times 10^{19}\;Ge\mathrm {V} }
dove:
{\displaystyle c} è la velocità della luce nel vuoto
{\displaystyle \hbar } è la costante di Planck ridotta (o costante di Dirac)
{\displaystyle G} è la costante gravitazionale